# Macbeth (opera)
Macbeth is een opera van Giuseppe Verdi, die voor het eerst werd opgevoerd in 1847 in het Teatro della Pergola in Florence.
Giuseppe Verdi schreef de muziek op een libretto van Francesco Maria Piave, die het baseerde op het gelijknamige toneelstuk van William Shakespeare.
Daarna onderging het werk een hele serie wijzigingen. In 1855 werd het stuk in Sint-Petersburg met een gewijzigde titel opgevoerd, en in 1865 werd het in het Théâtre Lyrique in Parijs opgevoerd in een nieuwe versie met een herzien libretto van Andrea Maffei.
Het werk is een van Verdi's meest expressieve en krachtige werken in muzikaal opzicht, maar erg onevenwichtig als dramatisch werk. De schuld ligt hier grotendeels bij Piave en Maffei die met de materie niet goed raad wisten.
N.B.: Er bestaat nog een opera met dezelfde naam, geschreven door Ernest Bloch.

## Synopsis
Op een heide in Schotland begroeten een aantal heksen veldheer Macbeth van Schotland (bariton) eerst als veldheer van Glamis, vervolgens als veldheer van Cawdor en tot slot als koning van Schotland. Macbeth is verbijsterd, daar zowel de huidige heer van Cawdor als de koning Duncan nog in leven zijn. Zijn kameraad Banquo (bas) wordt begroet als vader van koningen.
Dan arriveert er een stel boodschappers die Macbeth begroeten als veldheer van Cawdor. De vorige veldheer is bij de koning in ongenade gevallen, en heeft Macbeth als zijn opvolger uitgeroepen. Macbeth beseft dat de heksen hem werkelijk voorspellingen hebben gedaan, en dat de kroon van Schotland in het verschiet ligt. Hij zweert echter dat hij het lot in geen geval een handje zal helpen.
Lady Macbeth (mezzosopraan) denkt daar echter anders over, en wanneer haar het nieuws bereikt dat koningin Duncan de nacht in haar kasteel door zal brengen, brengt zij Macbeth ertoe de koning in zijn slaap te vermoorden. Aldus geschiedde, hoewel Macbeth er helemaal niet gerust op is.
Wanneer Banquo en Macduff (tenor) die morgen de vermoorde koning vinden, is de ontsteltenis groot. De twee zoons van Duncan zijn gevlucht en worden daarom voor de moordenaars van hun vader aangezien.
Macbeth is inmiddels koning geworden, maar volgens zijn vrouw zijn ze nog niet veilig en moeten er nog meer slachtoffers vallen. De eersten zijn Banquo en zijn zoon Fleance, dit om de voorspelling van de heksen te voorkomen.
Het lukt een door Macbeth gehuurde moordenaarsbende om Banquo te vermoorden, maar Fleance weet te ontsnappen.
Tijdens een banket op het kasteel wordt Macbeth achtervolgd door visioenen van de vermoorde Banquo, en Lady Macbeth weet hem niet te beteugelen. De gasten vertrekken geschokt.
Macbeth gaat opnieuw te rade bij de heksen, die hem voorspellen dat hij veilig is zolang het bos van Birnam niet naar Dunsinane komt, en dat niemand hem kan doden, behalve degene die niet uit een vrouw geboren is. Macbeth voelt zich oppermachtig en besluit de rebelse Macduff te laten leven.
Schotland klaagt onder het harde regime van Macbeth, en Macduff heeft vernomen dat de tiran zijn vrouw en kinderen heeft vermoord. Duncans zoon Malcolm (tenor) voert inmiddels het Engelse leger door het bos van Birnam naar Dunsinane, en geeft iedereen opdracht om zich te camoufleren met boomtakken.
Lady Macbeth slaapwandelt 's nachts ijlend en weeklagend door het huis, bespied door een hofdame en een arts. Deze zijn geschokt door de ontboezemingen die de Lady in haar slaap prijsgeeft.
Macbeth verneemt dat zijn vrouw inmiddels gestorven is, en dat het bos optrekt naar het kasteel. Hij rijdt uit om het leger het hoofd te bieden; hem kan immers niets gebeuren, daar alleen iemand die niet uit een vrouw geboren is hem kan doden. Macduff vertelt hem echter dat hij voortijdig uit de buik van zijn moeder is gerukt, waarop hij Macbeth het hoofd afslaat.
Malcolm wordt uitgeroepen tot nieuwe koning.

## Geselecteerde opnamen

### Oorspronkelijke versie van 1847
| Jaar | Rolverdeling (Macbeth, Lady Macbeth, Banquo, Macduff)       | Dirigent, operagezelschap en orkest                | Label                              |
| ---- | ----------------------------------------------------------- | -------------------------------------------------- | ---------------------------------- |
| 2003 | Peter Glossop, Rita Hunter, John Tomlinson, Kenneth Collins | John Matheson BBC Concert Orchestra en BBC Singers | Audio-cd: Opera Rara Cat: ORCV 301 |

### Herziene versie van 1865
| Jaar | Rolverdeling (Macbeth, Lady Macbeth, Banquo, Macduff)                         | Dirigent, operagezelschap en orkest                                    | Label                                 |
| ---- | ----------------------------------------------------------------------------- | ---------------------------------------------------------------------- | ------------------------------------- |
| 1952 | Enzo Mascherini, Maria Callas, Gino Penno, Italo Tajo                         | Victor de Sabata koor en orkest van het Teatro alla Scala              | Audio-cd: EMI Cat:                    |
| 1959 | Leonard Warren, Leonie Rysanek, Carlo Bergonzi, Jerome Hines                  | Erich Leinsdorf koor en orkest van de Metropolitan Opera               | Audio-cd: RCA Cat:                    |
| 1964 | Giuseppe Taddei, Birgit Nilsson, Bruno Prevedi, Giovanni Foiani               | Thomas Schippers, koor en orkest van de Accademia di Santa Cecilia     | Audio-cd: Decca Records Cat:          |
| 1971 | Dietrich Fischer-Dieskau, Elena Suliotis, Luciano Pavarotti, Nicolai Ghiaurov | Lamberto Gardelli, London Symphony Orchestra en Ambrosian Opera Chorus | Audio-cd: Decca Records Cat:          |
| 1976 | Piero Cappuccilli, Shirley Verrett, Plácido Domingo, Nicolai Ghiaurov         | Claudio Abbado, koor en orkest van het Teatro alla Scala               | Audio-cd: Deutsche Grammophon Cat:    |
| 1976 | Sherrill Milnes, Fiorenza Cossotto, José Carreras, Ruggero Raimondi           | Riccardo Muti, New Philharmonia Orchestra en Ambrosian Opera Chorus    | Audio-cd: EMI Cat:                    |
| 2008 | Zeljko Lucic, Maria Guleghina, John Relyea, Dimitri Pittas                    | James Levine, orkest, koor en ballet van de Metropolitan Opera         | Dvd : EMI Classics Cat: 5099920630492 |

Oberto (1839) · Un giorno di regno (1840) · Nabucco (1842) · I Lombardi alla prima crociata (1843) · Ernani (1844) · I due Foscari (1844) · Giovanna d'Arco (1845) · Alzira (1845) · Attila (1846) · Macbeth (1847) · I masnadieri (1847) · Jérusalem (1847) · Il corsaro (1848) · La battaglia di Legnano (1849) · Luisa Miller (1849) · Stiffelio (1850) · Rigoletto (1851) · Il trovatore (1853) · La traviata (1853) · Les vêpres siciliennes (1855) · Simon Boccanegra (1857) · Aroldo (1857) · Un ballo in maschera (1859) · La forza del destino (1862) · Don Carlos (1867) · Aida (1871) · Otello (1887) · Falstaff (1893)